# Греєрешть
Греєрешть, Греєрешті (рум. Greerești) — село у повіті Олт в Румунії. Входить до складу комуни Леляска.
Село розташоване на відстані 136 км на захід від Бухареста, 32 км на північ від Слатіни, 65 км на північний схід від Крайови, 139 км на південний захід від Брашова.

## Населення
За даними перепису населення 2002 року у селі проживали 38 осіб, усі — румуни. Усі жителі села рідною мовою назвали румунську.